# Астанакул-бек-бий
Астанакул-бек-бий (Астанакул-бий узб. Ostanaqul;) — государственный и военный деятель, дипломат, бек-губернатор многих бекств и последний Аталык Бухары Бухарского эмирата.
Был одним из ближайших придворных эмира Музаффара и наиболее высокопоставленных сановников эмирата при эмире Сеид Абдулахад-хане.
В дни болезни эмира Музаффара вместе с Мухаммад-бием фактически осуществлял верховную власть в эмирате.

## Происхождение
Астанакул-бек-бий родился в семье Аббас-бия, визиря эмира Насруллы, и был сводным братом эмира Музаффара.

## Политическая деятельность
Астанакул-бек-бий ещё при жизни отца занимал высокие посты, а после смерти отца достиг высших чинов и постов, так что некоторые его современники титуловали его «убежищем надежды», титулом государей.
В 1870 году был в должности амлакдара Гиждувана в чине мирахур. Затем переведён беком в Зиёвуддин и присвоен чин туксабо
В 1882 году Астанакул-бек-бий был в должности бека Шахрисабза и имел чин парваначи. В том же году он сопровождал в поездке в Москву будущего эмира Сеид Абдулахад-хана. В 1885 году в качестве личного чрезвычайного посланца эмира Музаффара Астанакул-бек-бий ездил в Петербург, где встречался с императором Александром III.
После перевода в 1886 году из Гиссара в Байсун опального брата эмира, Сеид Абдулмумина, Астнакул-бек-бий был назначен наместником Гиссарского бекство. Под его управлением находились также Дарваз, Куляб и Каратегин.
В 1887 году Астнакул-бек-бий получил высший чин — аталыка, и поэтому территория Гиссара, его бекство было расширено: к нему было присоединено ещё пять амлакдарств — уездов бывшего Сариджуйского вилайата. Следует заметить, что при последних бухарских эмирах никто в ханстве кроме Астанакул-бек-бия, не имел чина аталыка.